# Moshe Goshen-Gottstein
Moshe Goshen-Gottstein (geboren 6. September 1925 in Berlin; gestorben 14. September 1991 in Jerusalem) war Professor für Semitische Linguistik und Biblische Philologie an der Hebräischen Universität und Direktor des lexikographischen Instituts und des Biblischen Forschungsinstituts der Bar-Ilan-Universität.

## Leben
Goshen-Gottstein floh 1939 aus dem nationalsozialistischen Deutschland nach Palästina, studierte an der Hebräischen Universität, lehrte dort ab 1950 und wurde 1967 Professor. 1988 erhielt er den Israel-Preis für jüdische Studien.
Er leistete viele Beiträge auf den Gebieten der biblischen Studien, der hebräischen und semitischen Linguistik.  Zu seinen zahlreichen Artikeln und Büchern gehören Medieval Hebrew syntax and Vocabulary as Influenced by Arabic („Mittelalterliche hebräische Syntax und Vokabular unter Berücksichtigung der arabischen Einflüsse“), Introduction to the Lexicography of Modern Hebrew („Einführung in die Lexikographie des modernen Hebräisch“) und The Aleppo Codex (worin er die Authentizität dieses Codex bewies). Er arbeitete mit an mehreren Wörterbüchern, darunter Millon ha-Ivrit ha-Hadashah („Wörterbuch des modernen Hebräisch“), das erste synchrone Wörterbuch des Hebräischen.  Er initiierte – und leitete viele Jahre lang – das Hebrew University Bible Project.
Er war mit der klinischen Psychologin Esther Goshen-Gottstein verheiratet. Der 1956 geborene britische Rabbiner Alon Goshen-Gottstein ist ein Sohn.